# Billy Hayes
William "Billy" Hayes (Nueva York, 3 de abril de 1947) es un escritor, actor y director de cine estadounidense. Es principalmente reconocido por su libro autobiográfico Midnight Express, que trata sobre sus experiencias y su escape de una prisión turca después de haber sido condenado por contrabando de hachís.

## Biografía
Hayes, un estudiante estadounidense, fue atrapado cuando trataba de contrabandear hachís en Turquía en 1970. Al principio fue condenado a cuatro años y dos meses de prisión en Turquía; cuando le faltaban pocas semanas para ser liberado, descubrió que las autoridades habían decidido sentenciarlo a cadena perpetua. En 1975 logró escapar hacia Grecia, desde donde fue deportado a los Estados Unidos después de varias semanas de detención e interrogación para obtener datos sobre Turquía. 
Hayes escribió un libro sobre su estancia en la prisión, Midnight Express, el cual en 1978 fue adaptado en una película con el mismo título, con Brad Davis como Hayes. Alan Parker dirigió la película y Oliver Stone compuso el guion. El largometraje tiene muchas diferencias respecto del libro; por ejemplo, hay una escena en la cual Hayes mata al guardia de la prisión llamado Hamid "el oso", el principal antagonista de la historia. En realidad, un prisionero recientemente liberado había asesinado al guardiacárcel, dado que Hamid había insultado a su familia y había golpeado severamente al prisionero, muchos años antes del escape de Hayes.
Hayes todavía trabaja en la industria del entretenimiento, principalmente como actor y guionista. Uno de sus éxitos fue la película de 2002 Southside, en la cual se desempeñó como guionista y director.

## Opinión sobre la películaMidnight Express
Durante el Festival de Cannes de 1999, Alinur Velidedeoğlu, un publicista turco, localizó a Billy Hayes de casualidad y lo entrevistó sobre la película Midnight Express. Hayes expresó su desilusión con algunas partes de la adaptación cinematográfica, especialmente con su retrato de los turcos como malignos, y se lamentó de que la imagen de Turquía se haya visto afectada negativamente por la película. Hayes también dio a entender que siente cierto afecto por Turquía y por Estambul. Aunque la recomendación que le dio la Interpol fue la de no regresar al país, explicó que aunque quería volver, vacilaba sobre si debía hacerlo porque le preocupaba si los turcos lo culparían por la publicidad negativa que les generó la película. El video de la entrevista está disponible en el sitio web YouTube.
Hayes finalmente regresó a Turquía el 14 de junio de 2007 para asistir a la Segunda Conferencia sobre la Democracia y la Seguridad Global en Estambul, organizada por la Policía Nacional Turca (TNP) y por el Instituto de Policías de Turquía (TIPS), para despejar las implicaciones negativas del libro. Ofreció una conferencia de prensa el 15 de junio de ese año y se disculpó ante el pueblo turco.